# Богумили у средњовековној Бугарској
Богумили у средњовековној Бугарској се појављују средином 10. века, под утицајем богумила из Македоније и павлићана досељених из Јерменије.

## Околности
Византијски цар Константин V Копроним (741-75) је, током више наврата, расељавао велики број павлићана из Јерменије и Сирије у Тракију. Тако се од почетка покрштавања Словени сусрећу, поред византијског хришћанства, и са присуством павлићанског хришћанства. Већ је грчки писац Теофан 817. приметио да ти досељеници шире своја „јеретичка мишљења“ по Бугарској. Веома је могуће да су словенски сељаци прво долазили у додир са богомилским веровањима него са правоверјем, римске и ромејске цркве, које су прво прихватили виши слојеви.

## Хронологија
Око 872. године новопостављени архиепископ Бугарске прима од Петра Сицилијанског расправу о дуалистичкој јереси, коју је Петар истраживао по заповести цара Василија I.
Почетком 10. века већ се појављују и први писани трагови о почецима богомилства. То је једна листа анатема провинцијског синодика православља, донесена између 912. и 925. година, за време патријарха Николе. И исто време Јован Егзарх, бугарски свештеник и теолог, напада дуалистичке јеретике у Шестодневу, написаном око 915. године. Он нашироко расправља о томе да не постоји зло начело (зъла сила) у стварању. Цариградски патријарх Теофилакт (933—956) у свом писму одговара бугарском цару Петру (927—969) на питање како да поступа са новом јереси и каквим казнама да кажњава јеретике. Патријархово писмо се завршава са 14 анатема против главних догми и учитеља јереси.
Презвитер Козма, у апологетском трактату познатом под насловом Беседа на јерес, писаном око 970. износи подробнији опис учења попа Богумила, којег назива „Богунемил“. Козма наводи да су „богумрски јеретици“ „веровали и мислили да страдају за правду и да ће добити од бога некакву награду за окове и тамницу”, из чега се види да су још у 10. веку у Бугарској били сурово гоњени од стране власти. Због тога су богомили често били принуђени да своје проповеди и учења представљају саобразно званичном хришћанству. Забележено је да група богумилских првака након припајања Бугарске Византији, 971. године, емигрира у Цариград, где налази доста присталица међу угледним житељима престонице.
Око 975. године цар Јован I Цимискије врши још једно велико пресељење павлићана из Мале Азије у област око Филипопоља (данашњи Пловдив) у Тракији, који постаје један од центара богумилства. 976. године, под Самуиловим вођством бројна словенска племена дижу устанак и оснивају велику јужнословенску државу која обухвата Македонију, Србију, Црну Гору и западну Бугарску. Самуилова мајка је била Јерменка, и поједини чланови његове породице су били присталице богомилског учења. Сматра се да је Самуило био наклоњен богумилима, који су се противили ромејској власти и хеленизацији земље и цркве. За време цара Самуила се богомилство шири у Србију и Босну.
Браћа Асен обнављају Бугарско Цаство 1186. године а њих помажу богумили.
1202. године Калојан, владар Бугарске, у жељи да осигура независност од Византије, обраћа се папи поводом крунисања. 1204. папин легат крунише Калојана. 1206. папа Иноћентије III, познати прогонитељ јеретика, шаље изасланика у Бугарску, након чега цар Борило, који долази на власт 1207, почиње да прогони богумиле.
Цар Борило 11. фебруара 1211. године сазива црквени сабор против богумила у Бугарској престоници Трново. Њему присуствују сви виши духовници и престонички великаши, а руководи га цар, који испитује доведене богумиле. Одлуке сабора су записане у “Синодику цара Борила”, који набраја имена следећих богумилских старешина: Михајло, Тодор, Добри, Стефан, Василије и Петар, које проклиње. Петар Кападокијски се наводи као дедец (дјед) Средеца, насеља у Софији. Након сабора, део богумила се одрекао учења и поново покрстио, а они, који су остали тврди у вери, су изопштени из друштва, осуђени на тешке телесне казне и заточени, попут богомилских вођа Петра Кападокијског и Луке и Матеја Родоболског.
1316. парохијски поп села Буковича у јужној Тракији је оптужен за богумилство. Уако је оптужба одбачена на светом синоду у Константинопољу, село Букович се поново спомиње у вези богомилства на процесу из 1330. године.
Након што је група светогорских монаха осуђена због богумилства и прогнана са Атоса 1320-их, неки од њих долазе у Трново, о чему сведочи Житије Теодосија Трновског: „После дођоше од Атоске Свете горе у Трново некаква два монаха, један Лазар, а други Кирил, с надимком Босота (боси), које сабор атоских светих отаца беше изгнао због њихове месалијанске, богомилске, адамитске и иконоборне јереси, и који дођоше овде и не могоше дуго крити своје заблуде. Лазар започе да јуродиви и обилазише цели град сасвим го...“ О другом прогнаном монаху, Кирилу Босоти, се говори да је постепено почео да изјављује јерес, хулећи иконе и крст, једући и пијући по домовима, учећи мужеве и жене да одступе од законитога брака. А себи је нашао и ученика, попа Стефана. Због њиховог присуства у Трнову, патријарх Теодосије затражи од бугарског цара да сазове сабор.
Цар Јован Александар, шурак цара Душана, је око 1350. године сазвао сабор против богумила на коме су били испитивани и осуђени главни проповедници поп Стефан и Кирил Босота. Када се сабрало црковено свештенство, доведоше „сејаче јереси“, које је патријах Теодосије испитивао. Теодосије их упита: "Какво је то ново и нецрквено учење, које чујемо да учите и говорите?" Они одговорише: "Није ново, както ти казиваш, нити је нецрквено, већ су Господње речи и апостолске заповеди... Следимо те заповести, зато смо пригрнули сиромаштво, непрестано се молимо..." Теодосије их укори јер се називају свештеници и подучавају, а немају од епископа рукоположење и заповест за учитељство. Након тога им је патријарх Теодосије износио све њихове заблуде. Лазар разбра своју заблуду и остатак живота проведе у покајању. Но Кирил и ученик му Стефан остадоше при своме. Зато „благочестиви цар заповеди да им жигошу лица с ужареним железом и да буду изгнани ван из предела његовог царства“. Тако заврши сабор.
У то време је живео и монах Теодосије, који никога није трпио да му буде наставник и учител. И живеше по својој вољи, пазећи уздржање и пост, обилазећи планине и хумове. На основу речи Јеванђеља: "Ако неко хоће да ме следи, нека се одрекне себе, да узме крст свој и ме следи", започе да обилази градове и села и противзаконито учаше жене да напуштају мужеве и мужеве жене своје. И велик број жена, деце и мушких му се придружи, он их све обуче у монашку одећу, и боравише на пустим местима и пештерима. Он је често свлачио одећу и ходао го, и њима је говорио да чине исто. И сви су тако заједнички живели под истим кровом.
Богомилство су у Бугарској сузбијали и Мађари од 1365–70 када су заузели видинску област, и омогућили фрањевцима да овде „покрсте небројене патарене“.
1393. године је Бугарска освојена од стране Турака.